# Destovnik
Destovnik je priimek v Sloveniji, ki ga je po podatkih Statističnega urada Republike Slovenije na dan 1. januarja 2010 uporabljalo 32 oseb in je med vsemi priimki po pogostosti uporabe uvrščen na 9.991. mesto.

## Znani nosilci priimka
- Irena Destovnik (*1954), etnologinja, urednica (Celovec)
- Karel Destovnik - Kajuh (1922—1944), pesnik, partizan, narodni heroj
- Karl Destovnik (*1949), socialni podjetnik, strokovnjak za zaposlovanje slabše zaposljivih oseb